# Autoroute A 22
Die Autoroute A 22 oder kurz A 22 ist eine mit 18 km kurze französische Autobahn zwischen Villeneuve-d’Ascq und der belgischen Grenze bei Neuville-en-Ferrain, wo sie von der A 14 in Richtung Gent verlängert wird. Sie ist nicht lizenziert, ihre Nutzung ist kostenlos und wird von der DIR Nord unterhalten. Die Route nationale 227 führt die Ausfahrtsnummern bis zum Kreuz mit der Autoroute A 27 weiter. Außerdem ist das System aus der Autoroute A 22, Route nationale 227 und der Route nationale 356 ein umfassendes Netz rund um Lille, Roubaix und Tourcoing.

## Geschichte
- 1972: Eröffnung der Autobahn